# Django Django
Django Django é uma banda inglesa de art rock fundada em Londres em 2009. O grupo lançou dois discos: um autointitulado em 2012, e outro intitulado Born Under Saturn, lançado em 4 de maio de 2015.

## História

### Formação
David Maclean (bateria e produção), Vincent Neff (vocal e guitarra), Jimmy Dixon (baixo) e Tommy Grace (sintetizador) se encontraram no Edinburgh College of Art e formaram o Django Django em Londres em 2009. David Maclean é irmão do músico e diretor John Maclean (ex-The Beta Band) e primo da cantora Lindsey Leven, que se apresenta com Guto Pryce na banda Gulp. Maclean e Grace são escoceses. Neff é da Irlanda do Norte e Dixon vem de Yorkshire.
Segundo a própria, o nome da banda não tem nada a ver com o violonista francês Django Reinhardt".

### Django Django
Because Music lançou o álbum de estreia autointitulado da banda em 30 de janeiro de 2012. O álbum tinha os singles já lançados anteriormente "Waveforms" e "Default". Chegou à 33ª colocação na UK album charts na primeira semana de seu lançamento e foi indicado ao  Mercury Prize de 2012. As faixas "Hail Bop" e "Waveforms" são parte das trilhas sonoras dos jogos FIFA 13 e Grand Theft Auto V respectivamente - neste último, figurou mais precisamente na rádio WorldWide FM. O álbum foi elogiado pela crítica e foi citado em listas de melhores do ano da Rolling Stone  e da NME. A banda se disse impressionada com a repercussão do lançamento - Maclean acreditava que seria um lançamento underground com poucas centenas de cópias vendidas.

### Born Under Saturn
O álbum mais recente deles, Born Under Saturn, foi lançado em 4 de maio de 2015.

## Discografia

### Álbuns de estúdio
| Título            | Detalhes do álbum                                                                                                 | Melhores posições nas paradas | Melhores posições nas paradas | Melhores posições nas paradas | Melhores posições nas paradas | Certificações (Certificações de vendas de discos no mundo) |
| Título            | Detalhes do álbum                                                                                                 | UK                            | AUS                           | FR                            | NED                           | Certificações (Certificações de vendas de discos no mundo) |
| ----------------- | --- | ----------------------------- | ----------------------------- | ----------------------------- | ----------------------------- | ---------------------------------------------------------- |
| Django Django     | - Lançado em: 30 de janeiro de 2012 - Gravadora: Because Music, Ribbon Music - Formatos: CD, LP, download digital | 33                            | 60                            | 68                            | 43                            | * FRA: Platina                                             |
| Born Under Saturn | - Lançado: 4 de maio de 2015 - Gravadora: Because Music, Ribbon Music - Formatos: CD, LP, download digital        | 15                            | 56                            | 34                            | 60                            |                                                            |

### Álbuns de remixagem
| Título                          | Detalhes do álbum                                                                                    |
| ------------------------------- | --- |
| Hi Djinx! Django Django Remixed | - Lançado em: 17 de dezembro de 2012 - Gravadora: Because Music - Formatos: CD, LP, download digital |

### Singles
| Ano  | Single              | Álbum             |
| ---- | ------------------- | ----------------- |
| 2009 | "Storm/Love's Dart" | Django Django     |
| 2010 | "WOR"               | Django Django     |
| 2011 | "Waveforms"         | Django Django     |
| 2012 | "Default"           | Django Django     |
| 2012 | "Hail Bop"          | Django Django     |
| 2012 | "Storm"             | Django Django     |
| 2015 | "First Light"       | Born Under Saturn |
| 2015 | "Reflections"       | Born Under Saturn |
| 2015 | "Beginning to Fade" | Born Under Saturn |
| 2015 | "Shake and Tremble" | Born Under Saturn |
| 2015 | "First Light"       | Born Under Saturn |